# Sergio Jáuregui
Sergio Antonio Jáuregui Landivar (Santa Cruz de la Sierra, Bolivia; 13 de marzo de 1985) es un exfutbolista boliviano. Se desempeñaba como defensa y su último equipo fue el San José de la Primera División de Bolivia.

## Selección nacional
Entre los años 2004 y 2005, Jáuregui fue convocado a la Selección de fútbol de Bolivia por 13 partidos.

## Clubes
| Club                | País                | Año     | Partidos | Goles |
| ------------------- | ------------------- | ------- | -------- | ----- |
| 2002 - 2005         | Blooming            | Bolivia | 85       | 0     |
| 2005 - 2006         | Yverdon-Sport       | Suiza   | 3        | 0     |
| 2006                | The Strongest       | Bolivia | 13       | 1     |
| 2007 - 2010         | Blooming            | Bolivia | 142      | 5     |
| 2011 - 2012         | San José            | Bolivia | 37       | 0     |
| Total en su Carrera | Total en su Carrera | 2002-12 | 280      | 6     |